# Мартабак
Мартабак, рідше муртабак (араб. مطبقمطبق — мутаббак, індонез. і малай. martabakmartabak) — страва, властива кухням низки країн Близького Сходу, Південної та Південно-Східної Азії. Являє собою вид плоского пирога. Має безліч варіацій як у плані начинки і особливостей тіста, так і в плані рецептури приготування.

## Походження та поширення
Мартабак є традиційною стравою країн Аравійського півострова, насамперед, Саудівської Аравії та Ємену. Тут він відомий під своєю початковою назвою мутаббак (араб. مطبقمطبق, буквально — поверховий, листковий, згорнутий декілька разів), пов'язаною з технологією приготування. У міру розвитку торговельно-економічних, культурних і релігійних зв'язків цього регіону з народами Південної та Південно-Східної Азії практика виготовлення мартабака поширилася у відповідних країнах, зокрема, в Індії, Пакистані, Таїланді, Сінгапурі, Брунею, Малайзії, Індонезії. В останніх двох він здобув особливо широку популярність і його сприймають як одну зі страв власної національної кухні. Там його назва зазнала невеликих змін і вимовляється як мартабак — саме цей варіант найменування набув найширшої міжнародної популярності.

## Приготування і різновиди

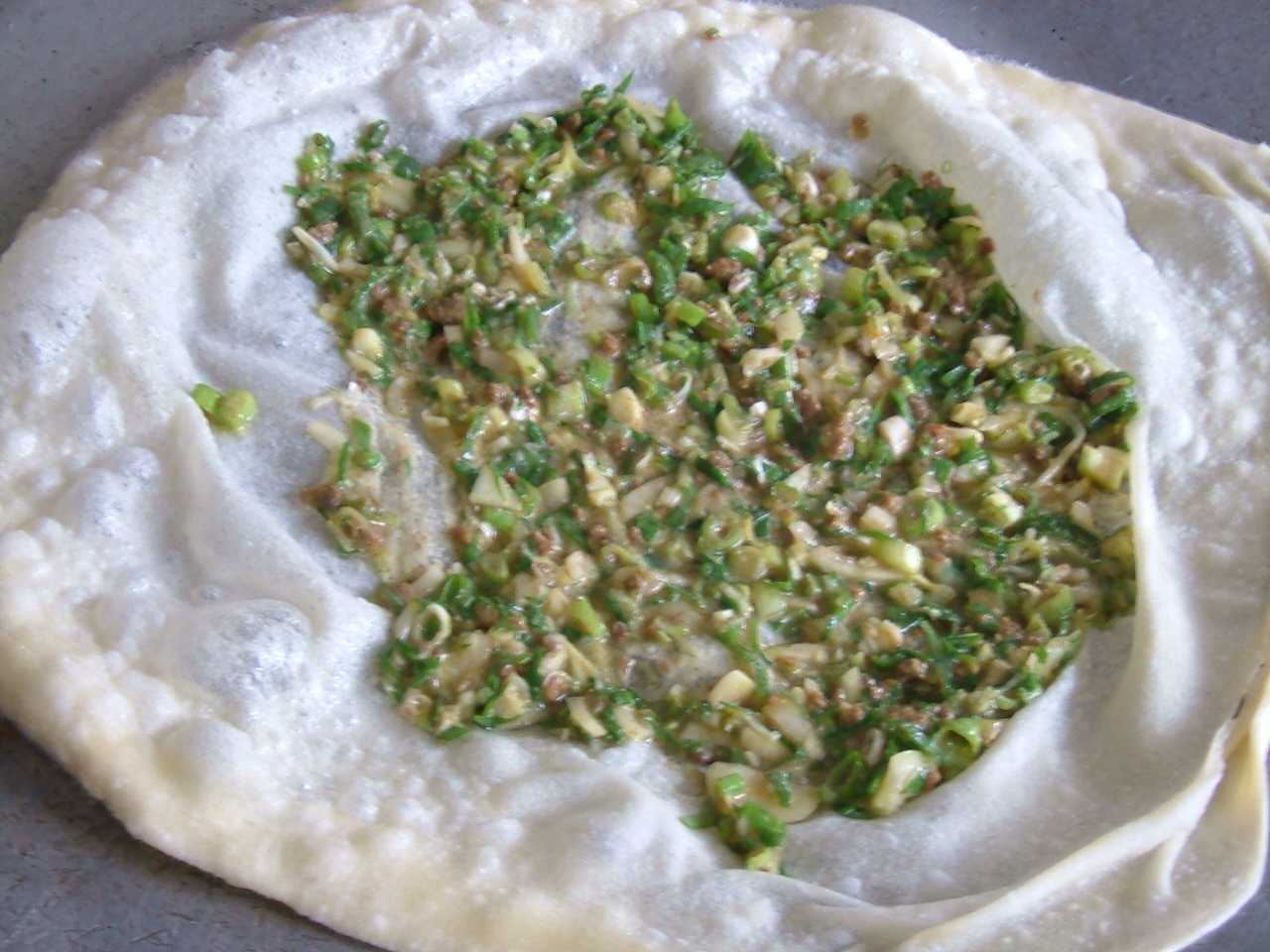
Приготування мартабаку: в тонку оболонку з тіста кладеться начинка з яйця, м'яса та зеленої цибулі

Мартабак являє собою плоский пиріг, начинкою якого можуть слугувати практично будь-які продукти: яйця, м'ясо, різні овочі, зелень. З урахуванням приналежності абсолютної більшості населення регіонів поширення мартабака до мусульманської конфесії використання начинки зі свинини та інших продуктів, що не відповідають вимогам категорії халяль практикується вкрай рідко.
Якогось однотипного рецепту мартабака не існує — це страва має десятки регіональних варіацій, способи приготування яких значно різняться між собою. Загальним для більшості видів мартабака є недріжджове тісто й досить плоска форма продукту. Для приготування тіста зазвичай використовують пшеничне борошно.
Найбільшою різноманітністю рецептів мартабака вирізняються Індонезія та Малайзія. Там багато видів цієї страви, що вважаються «спеціальністю» певних міст або місцевостей, здобули загальнонаціональну популярність під відповідними назвами — наприклад, мартабак по-палембанзьки, який начиняють яйцями та цибулею. В цілому, для кухонь цих двох країн характерні два основних типи мартабака.

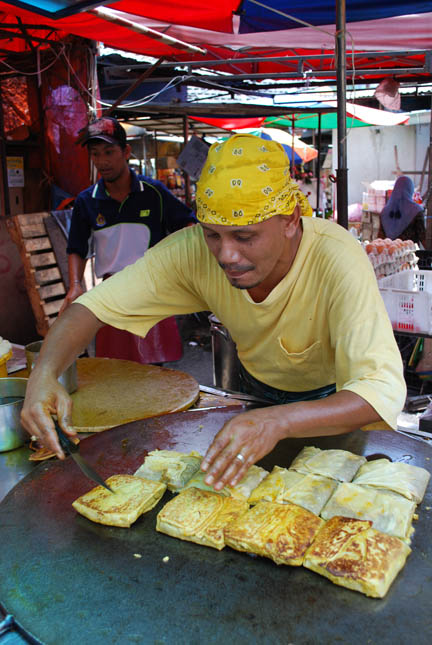
Смаження мартабаків на ринку. Малайзія

Перший, іноді так званий «солоний мартабак», значною мірою відповідає оригінальній рецептурі, яку перейняли з арабської кухні. Пиріг цього типу готують з солоного тіста, часто просоченого рослинною олією, і начиняють, зазвичай, дрібно рубаним яйцем — курячим або качиним, ріпчастою і зеленою цибулею, тофу, темпе, квасолею, капустою, морквою, рідше — м'ясом або курятиною. Як правило, із тонко розкатаного тіста формують прямокутний або круглий «конверт», який наповнюють тонким шаром начинки і обсмажують в олії на швидкому вогні у воці або сковороді. Проте в Індонезії широко поширений і дещо інший спосіб, при якому тонкий млинець із тіста починають обсмажувати без начинки і тільки в процесі готування заливають сирим яйцем, посипають невеликою кількістю подрібненої начинки і складають у декілька шарів — такий мартабак почасти схожий на омлет.
Другий, не менш поширений тип — «солодкий мартабак» — виготовлють, відповідно, з солодкою начинкою: шоколадом, згущеним молоком, фруктами, горіхами тощо, часто з солодкого тіста. За рецептурою він має досить мало спільного як з початковою арабською стравою, так і з місцевими солоними варіаціями. Фактично, під цією назвою можуть готувати будь-який тип солодкого пирога більш-менш плоскої форми. У цьому випадку також є види, пов'язані з конкретною місцевістю — наприклад, мартабак по-бандунзьки, начиняється шоколадом та арахісом, і мартабак по-банкськи, що начиняється сиром, згущеним молоком та шоколадом. Ймовірно, своєю назвою солодкий мартабак зобов'язаний не стільки кулінарній подібності з солоним, скільки «комерційній спорідненості» з ним: історично в Індонезії та Малайзії солодкі мартабаки продаються в основному в тих же торгових точках, що й солоні.
На початку XXI століття в Індонезії з'явилася практика виготовлення відкритих мартабаків — як солоних, так і солодких. Такий виріб схожий з відкритим пирогом, піцою або ватрушкою.

## Подача і вживання
У всіх країнах, де поширений мартабак, він є буденною повсякденною стравою. Ця страва не тільки виготовляється в домашніх умовах, але й часто присутня в меню недорогих підприємств громадського харчування, які спеціалізуються на традиційній кухні, в силу чого має репутацію «вуличної їжі», місцевого фаст-фуду. Іноді мартабаки — особливо, солодкі надходять у продаж у магазини вже в готовому вигляді.
Перед подачею мартабак зазвичай ріжуть на порційні шматки. До солоних видів подають соєвий соус і червоний перець, до солодких, іноді, згущене молоко, розтоплену олію, мед, сироп.

## Галерея

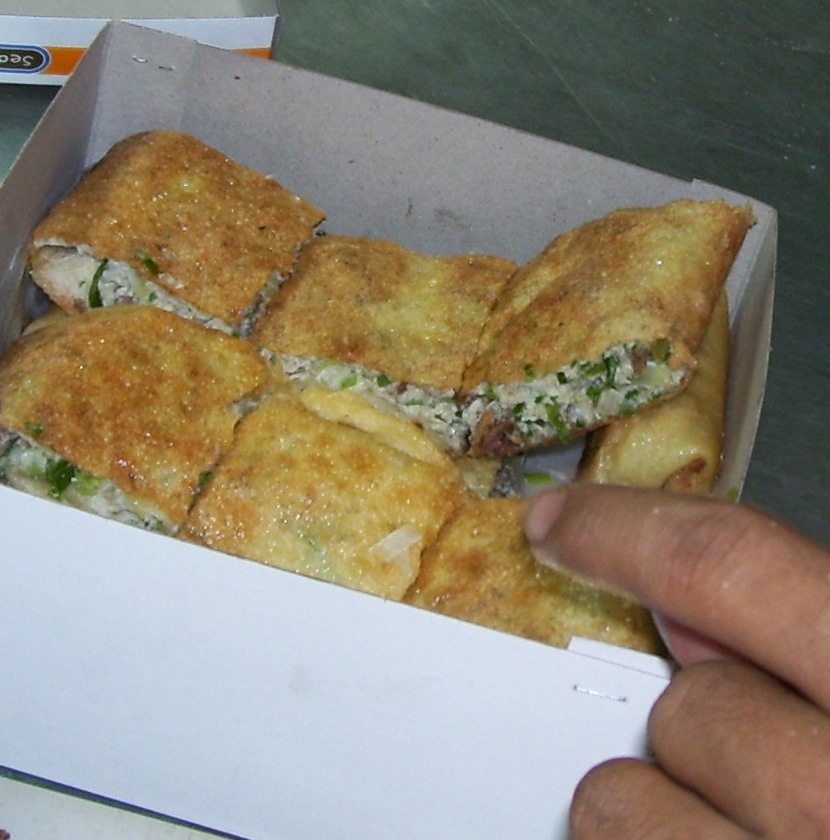
Мартабак з яйцями і цибулею, порізаний шматочками
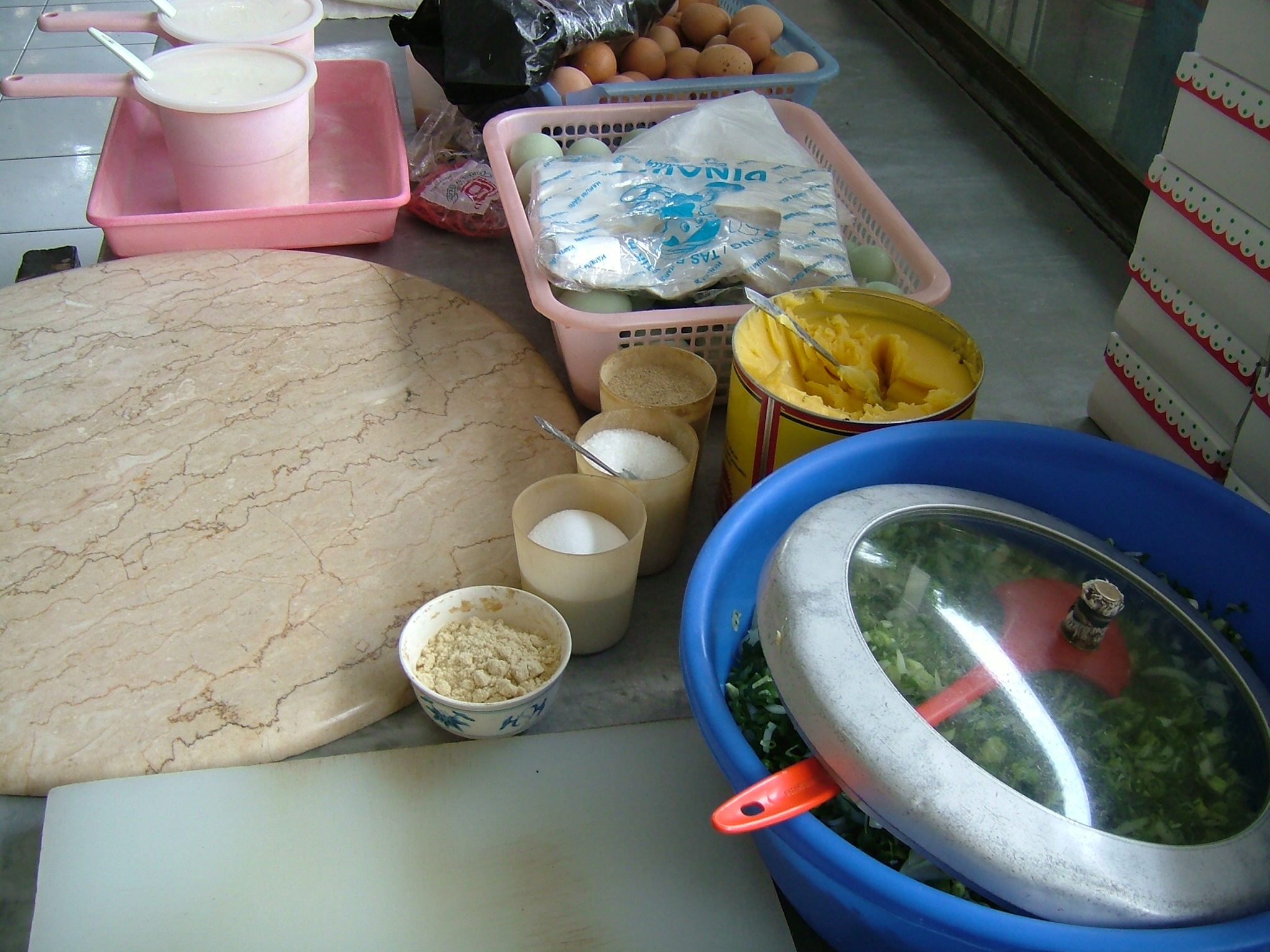
Кам'яна дошка для розкатування тіста та інгредієнти для мартабака
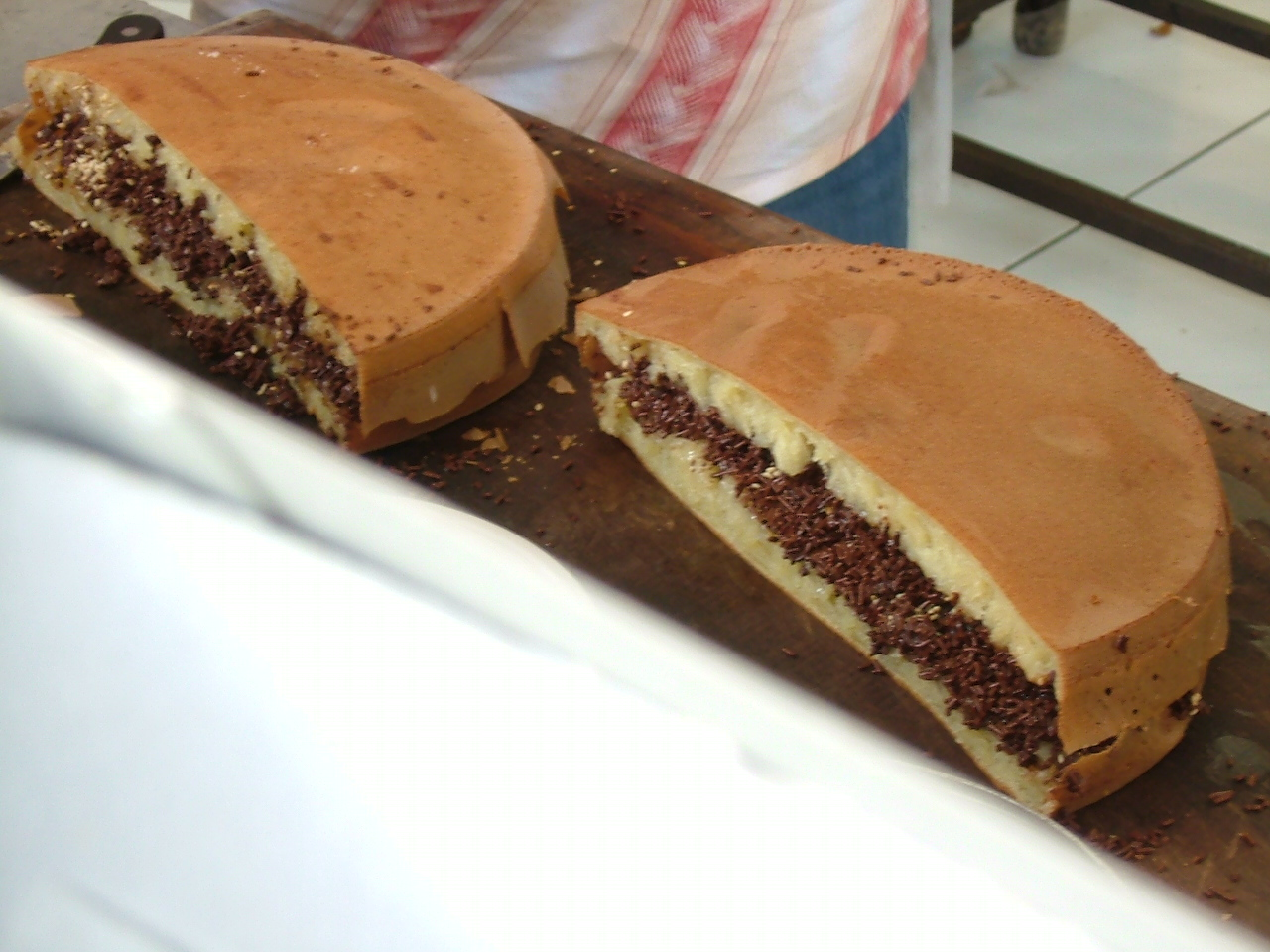
Шоколадний мартабак круглої форми
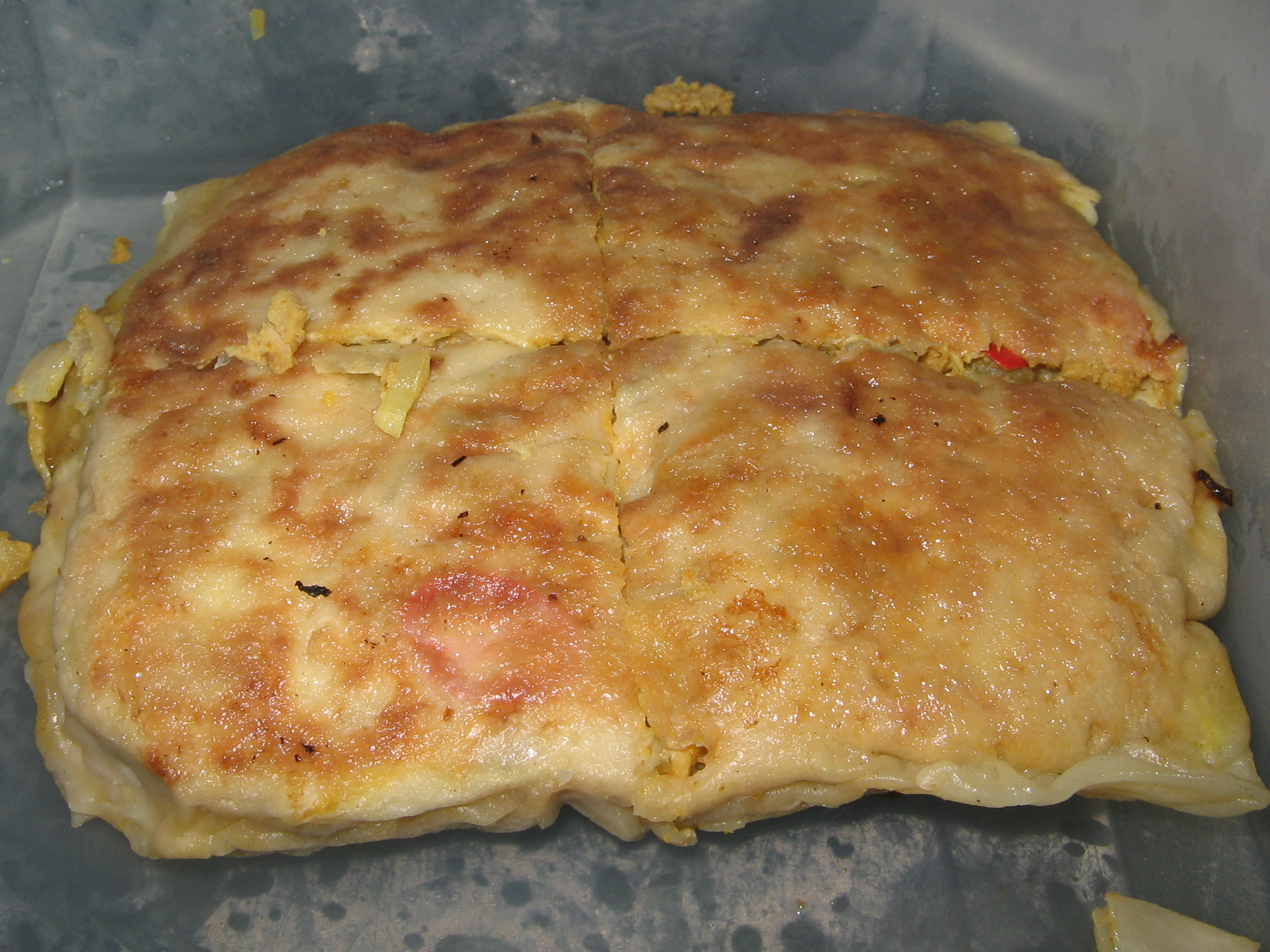
Мартабак з яєчно-овочевою начинкою
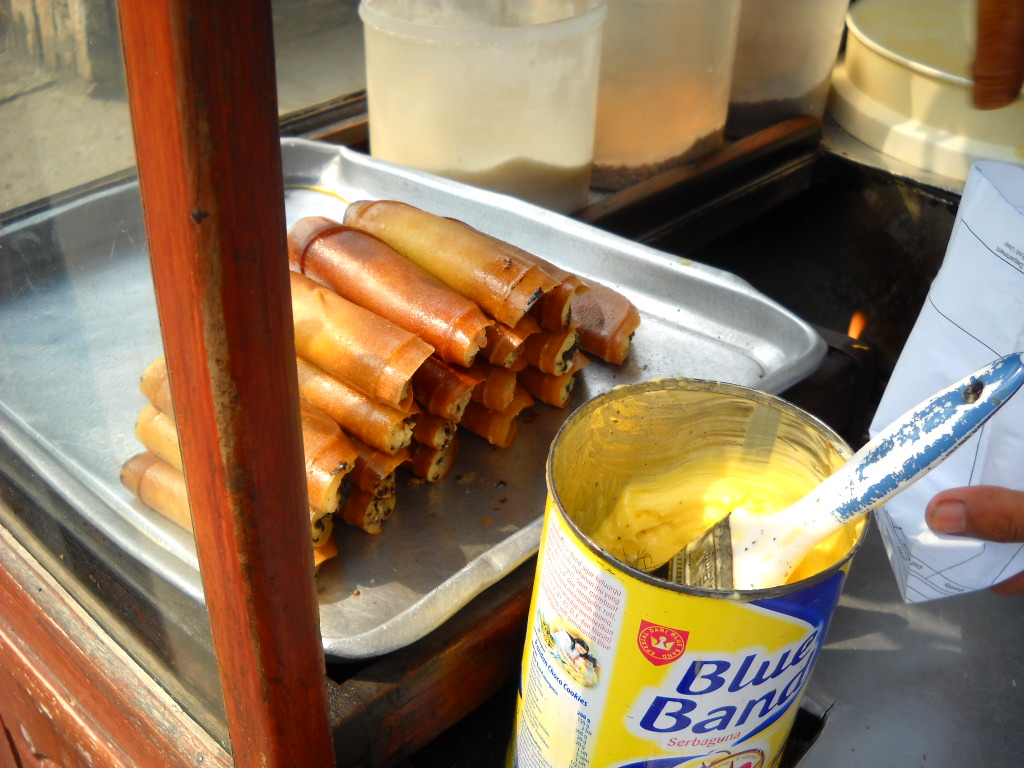
Невеликі солодкі мартабаки на лотку базарного торговця. Джакарта, Індонезія